# Agrias amazonica
Agrias amazonica är en fjärilsart som beskrevs av Otto Staudinger 1899. Agrias amazonica ingår i släktet Agrias och familjen praktfjärilar. Inga underarter finns listade i Catalogue of Life.